# Plynteria lineata
Plynteria lineata là một loài bướm đêm trong họ Noctuidae.